# Nikita Dmitrievič Magalov
Nikita Dmitrievič Magalov, in russo Никита Дмитриевич Магалов? e nella traslitterazione anglosassone Nikita Magaloff (San Pietroburgo, 8 febbraio 1912 – Vevey, 26 dicembre 1992), è stato un pianista russo naturalizzato svizzero.

## Biografia

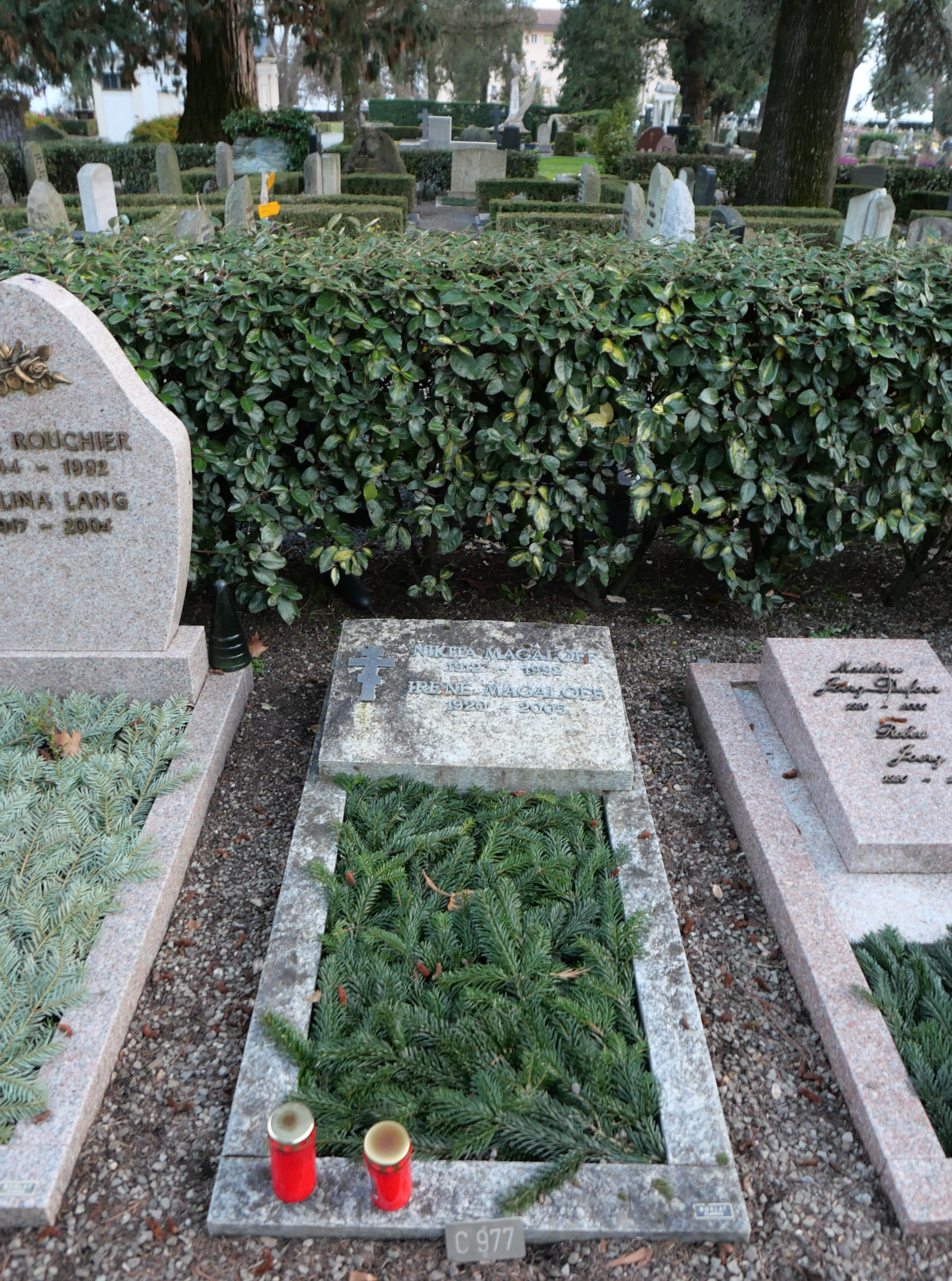
La tomba nel 2024.

Di origine principesca, nel 1919 si stabilì con la famiglia Parigi, dove studiò pianoforte con Isidore Philipp. Ancora bambino conobbe Sergej Prokof'ev grazie allo zio, il poeta Boris Verin, amico del compositore. Durante un soggiorno negli Stati Uniti venne a contatto con Paderewski e Rachmaninov. Negli anni trenta iniziò a suonare in duo col violinista Joseph Szigeti (che diventerà suo suocero).
Eseguì un repertorio vastissimo, dedicandosi anche a pagine di non comune esecuzione, come quelle di Stravinskij, Weber, Mendelssohn. Ottenne la cittadinanza svizzera nel 1956, dopo essersi stabilito nella Maison de l'Élysée, a Céligny. Nel 1964 eseguì Burlesca per pianoforte e orchestra in Re minore, di Richard Strauss, nel Cortile di Palazzo Ducale a Venezia diretto da Claudio Abbado per il Teatro La Fenice.
Si dedicò anche all'insegnamento, e fu insegnante di Martha Argerich. Musicista dallo stile nobile e riservato, brillante e allo stesso tempo morbido, fu tra i più alti interpreti di Schumann e Chopin, di cui eseguì l'intera opera per pianoforte, presentandola in ordine cronologico.
Fu anche membro di giuria in importanti concorsi internazionali.
Magaloff trovò la sua ultima dimora nel cimitero di Clarens-Montreux, a pochi metri dalla tomba di sua suocera Wanda, nata Ostrowska (1895-1969), e di suo suocero Joseph Szigeti. Accanto a lui fu sepolta la moglie Irene (1920-2005).

## Discografia parziale
- Chopin: 24 Preludes, Piano Sonata No. 3 - Nikita Magaloff, Denon SLG, LLC
- Chopin: The Complete Piano Music - Nikita Magaloff, Philips
- Chopin: Piano Sonata No. 3 - Nikita Magaloff, Past
- Rachmaninoff: Piano Concerto No. 3 (Live Recording, Losanna 1975) - Orchestre national de France/Nikita Magaloff/Zdenek Macal, Claves
- Schumann: Carnaval, Op. 9 - Etudes symphoniques, Op. 13 - Nikita Magaloff, Via